# Fulgence de Bury
Fulgence-Joseph-Désiré de Bury, né le 1er mars 1789 à Paris et mort le 23 juin 1845 dans l'ancien 2e arrondissement de Paris, est un dramaturge français.

## Biographie
Sous-chef de bureau dans l’administration des Contributions indirectes, Fulgence de Bury se fait connaître au théâtre sous le pseudonyme de Fulgence. Ses pièces furent jouées sur les grandes scènes parisiennes (Théâtre du Palais-Royal, Opéra-Comique, Odéon-Théâtre de l'Europe, Théâtre du Gymnase, Théâtre des Variétés, etc.).
Il est inhumé au cimetière de Montmartre.

## Œuvres
- Turenne, ou Un trait de modestie, vaudeville historique en 1 acte, avec Achille d'Artois, 1815.
- La Bataille de Denain, opéra-comique en 3 actes, avec Armand d'Artois et Emmanuel Théaulon, 1816.
- Un moment d'imprudence, comédie en 3 actes, 1819.
- Le Moulin de Bayard, vaudeville historique en 1 acte, avec Marc-Michel et Charles Nombret Saint-Laurent, 1819.
- L'Autre Henri, ou l'An 1880, comédie en 3 actes, en prose, avec Théaulon et Pierre Capelle, 1820.
- L'Invisible, ou la Curiosité d'une veuve, comédie-vaudeville en 1 acte, avec Achille d'Artois, 1820.
- Le Baptême de village, ou le Parrain de circonstance, vaudeville en 1 acte à l'occasion du baptême de Son Altesse Royale Mgr le duc de Bordeaux, avec Marc-Antoine Désaugiers, Michel-Joseph Gentil de Chavagnac, Paul Ledoux et Ramond de la Croisette, 1821.
- Un jeu de bourse, ou la Bascule, comédie en 1 acte, 1821.
- Les Deux Ménages, comédie en trois actes, avec Louis-Benoît Picard et Alexis Wafflard, 1822.
- Une visite aux Invalides, à-propos mêlé de couplets, avec Michel-Joseph Gentil de Chavagnac et Paul Ledoux, 1822.
- Le Comte d'Angoulême, ou le Siège de Gênes, avec Michel-Joseph Gentil de Chavagnac, Paul Ledoux et Ramond de la Croisette, 1823.
- Le Célibataire et l'Homme marié, comédie en trois actes et en prose, avec Alexis Jacques Marie Vafflard, 1823.
- Grétry, opéra-comique en 1 acte, avec Paul Ledoux et Ramond de la Croisette, 1824.
- Le Voyage à Dieppe, avec Alexis Wafflard, comédie en 3 actes, 1824.
- Le Béarnais, ou la Jeunesse de Henri IV, comédie en 1 acte et en vers libres, avec Paul Ledoux, Ramond de la Croisette, 1825.
- Le Mari par intérim, comédie-vaudeville en 1 acte, avec Charles Nombret Saint-Laurent et Henri de Tully, 1827.
- L'Humoriste, vaudeville en 1 acte, avec Charles Dupeuty et Henri de Tully, 1829.
- Louis XI en goguettes, vaudeville en 1 acte, avec Alexis Decomberousse, 1833.
- Une journée chez Mazarin, comédie en 1 acte, mêlée de couplets, avec Alexis Decomberousse et Théodore Muret, 1840.